# Aleksandra Franciszka Lubomirska
Aleksandra Franciszka Lubomirska (née en 1788 à Kiev, morte le 11 janvier 1865 à Varsovie), princesse polonaise de la famille Lubomirski, artiste et écrivain.

## Biographie
Aleksandra Franciszka Rzewuska est la fille d'Aleksander Lubomirski et de Rozalia Lubomirska.
Malheureuse dans son mariage, sa mère voyage en France avec sa fille. Le pays est alors en pleine Terreur. Convaincue de conspiration elle est arrêtée, emprisonnée et guillotinée le 30 juin 1794. Alexandra, qui n'a alors que six ans, retrouve son père à Opole Lubelskie.
Après la mort de son père en 1804, Alexandra est confiée à son oncle Séverin Rzewuski. Celui-ci s'empresse, un an plus tard, de lui faire épouser son fils, Wenceslas.

## Mariage et descendance
De son mariage, en 1805, avec Wenceslas Séverin Rzewuski Alexandra a quatre enfants :
- Stanislas (1806-1831);
- Léon (1808-1869);
- Calixta ou Caliste ((1810-1842), épouse de Michelangelo Caetani;
- Witold (1811-1837).

## Sources
- (en) Cet article est partiellement ou en totalité issu de l’article de Wikipédia en anglais intitulé « Alexandra Francis Rzewuska » (voir la liste des auteurs).

- (pl) Cet article est partiellement ou en totalité issu de l’article de Wikipédia en polonais intitulé « Aleksandra Franciszka Rzewuska » (voir la liste des auteurs).